# Miasta i lata (film 1973)
Miasta i lata (ros. Города и годы) – radziecki dramat kostiumowy z 1974 roku, w reżyserii Aleksandra Zarchiego, zrealizowany na podstawie powieści Konstantina Fiedina pod tym samym tytułem. Remake filmu z 1930 roku.

## Opis fabuły
Akcja filmu rozgrywa się w latach 1914-1919. W 1914 rosyjski student Andriej Starcow przyjeżdża do Niemiec. Nie może wrócić do domu i decyduje się zamieszkać w Bischofsbergu, gdzie zaprzyjaźnia się z malarzem Kurtem Wanem. Po wybuchu wojny Wan nie chce już utrzymywać kontaktów z Andriejem. W 1919 Andriej Starcow przyjeżdża z miasta Semidola do Petersburga. Został zmobilizowany i ma wyjechać na front, ale ostatecznie pozostaje w sztabie jako pisarz. Wkrótce w mieście pojawia się Rita, która oczekuje narodzin dziecka Andrieja. W tym samym czasie w Moskwie w komitecie grupującym niemieckich żołnierzy pojawia się niejaki Konrad Stein. Po przyjeździe do Petersburga spotyka Starcowa, którego zna od dawna. Z jego pomocą chce wrócić do Niemiec.

## Obsada
- Igor Starygin jako Andriej Starcow
- Barbara Brylska jako Mary Urbach
- Winfried Glatzeder jako Kurt Wan
- Siergiej Martinson jako Persi
- Irina Pieczernikowa jako Rita Starcowa
- Nikołaj Grińko jako Lelendin
- Leonid Kułagin jako Płatonow
- Władimir Nosik jako Albert
- Helga Göring jako Muller
- Ervin Knausmuller jako oficer niemiecki
- Friedrich Wilhelm Junge jako graf
- Gieorgij Burkow
- Witalij Leonow
- Paul Rinne
- Jelena Wolska